# مردقوش إهرنبرغي
المردقوش الإهلنبرغي (باللاتينية: Origanum ehrenbergii) نوع نباتي من جنس المردقوش الذي يتبع الفصيلة الشفوية.

## الموئل والانتشار
ينتشر في بلاد الشام.